# Inner Secrets
Inner Secrets es el noveno álbum de estudio de la agrupación Santana. Fue publicado en 1978 y marca el comienzo de la fase de la carrera de Santana en donde se alejó de la fusión de la música latina, el jazz, el rock y el blues que marcó sus discos anteriores, acogiendo un sonido de rock más comercial.

## Lista de canciones

### Lado A
1. "Dealer/Spanish Rose" (Jim Capaldi/Carlos Santana) – 5:50
2. "Move On" (Santana, Chris Rhyne) – 4:27
3. "One Chain (Don't Make No Prison)" (Dennis Lambert, Brian Potter) – 6:13
4. "Stormy" (Buddy Buie, James Cobb) – 4:45

### Lado B
1. "Well All Right" (Norman Petty, Buddy Holly, Jerry Allison, Joe B. Mauldin) – 4:09
2. "Open Invitation" (Santana, Lambert, Potter, Greg Walker, David Margen) – 4:45
3. "Life Is a Lady/Holiday" (Lambert/Santana) – 3:47
4. "The Facts of Love" (Lambert, Potter) – 5:28
5. "Wham!" (Santana, Graham Lear, Armando Peraza, Raul Rekow, Pete Escovedo) – 3:24

## Créditos
- Greg Walker – voz
- Carlos Santana – guitarra, voz
- Chris Solberg – guitarra, voz
- Chris Rhyne – teclados
- David Margen – bajo
- Graham Lear – batería
- Armando Peraza – percusión, voz
- Raul Rekow – percusión, voz
- Pete Escovedo – percusión